# Švédsko na Letních olympijských hrách 2012
Švédsko na Letních olympijských hrách 2012 v Londýně reprezentovalo 134 sportovců, v 20 sportech.

## Medailisté
| Medaile | Jméno | Sport             | Disciplína                        |
| ------- | --- | ----------------- | --------------------------------- |
| Zlato   | Fredrik Lööf Max Salminen | Jachting          | Muži třída Star class             |
| Stříbro | Sara Algotsson Ostholt | Jezdectví         | Jednotlivci jezdecká všestrannost |
| Stříbro | Håkan Dahlby | Sportovní střelba | Muži dvojitý trap                 |
| Stříbro | Lisa Nordén | Triatlon          | Ženy                              |
| Stříbro | Kim Andersson Mattias Andersson Dalibor Doder Niclas Ekberg Kim Ekdahl du Rietz Mattias Gustafsson Johan Jakobsson Magnus Jernemyr Tobias Karlsson Jonas Källman Jonas Larholm Andreas Nilsson Fredrik Petersen Johan Sjöstrand Mattias Zachrisson | Házená            | Turnaj mužů                       |
| Bronz   | Rasmus Myrgren | Jachting          | Muži třída Laser class            |
| Bronz   | Johan Eurén | Zápas             | Muži řecko-římský do 120 kg       |
| Bronz   | Jimmy Lidberg | Zápas             | Muži řecko-římský do 96 kg        |